# 邻羧基苯乙酸
邻羧基苯乙酸或称为2-羧基苯乙酸或高邻苯二酸（英語：Homophthalic acid）是一种芳香二羧酸，化学式：C6H4(CO2H)CH2CO2H，常温常压下为无色粉末状固体，可由2-乙酰苯甲酸通过维尔格罗特重排反应合成，能用于合成非甾体抗炎药替昔康（tesicam）。